# John Lord Fonda
John Lord Fonda est un artiste de musique électronique français.

## Biographie
Originaire de Dijon, Cyril Thévenard suit un apprentissage musical classique au conservatoire dans les années 1980. Il obtient un diplôme à la flûte traversière en 1993.
Influencé par la vague French touch devient DJ et se produit dans des raves sous le pseudo Hermetic Unity.
Devenu John Lord Fonda, il sort le maxi Vulcan sur un label local, Choice Records, en 1997. John Lord Fonda s'exerce alors aux platines avant de tenter sa chance auprès du label Citizen Records de Vitalic, lui aussi originaire de la région de Dijon, avec lequel il sort le maxi VoltAge en 2004. En 2005, John Lord Fonda réalise Erase My Anger, suivi de l'album Debaser, contenant une version du titre Personal Jesus de Depeche Mode.
En 2009 il sort Composite, une compilation qui reprend quelques-uns des titres qu'il joue en live.
Le 7 mars 2011, il sort un nouveau maxi, Bang The Fire!, et un nouvel album, Supersonique, le 25 avril de la même année. Il s'éclipse ensuite de la scène pendant près de 10 ans.
Il fait son retour en novembre 2021 avec la sortie de l'album Walk Again,.